# Percival Christopher Wren
Pour les articles homonymes, voir Wren.
Percival Christopher Wren est un écrivain britannique né le 1er novembre 1875 dans le Devon et décédé le 22 novembre 1941.

## Biographie
Après des études à l'université d'Oxford, il voyage à travers le monde et exerce de nombreux métiers. Il a été, entre autres, légionnaire dans la Légion étrangère française. Cette expérience militaire lui inspira le roman Beau Geste en 1924. Il a aussi publié Beau Sabreur (1926) et Beau Ideal (1928). Il a un fils, Percival Christopher Wren Jr qui épousera Judith Wood, l'actrice de cinéma américaine.
Certains de ses romans ont été adaptés au cinéma par Herbert Brenon dont  Beau Sabreur, Beau Geste en 1926 et Beau Ideal en 1931.